# Hà Khải Phúc
Hà Khải Phúc (何啟福, 1863—1926) hay Hà Phúc (tiếng Anh: Ho Fook), tên tự là Trạch Sinh (tiếng Anh: Chak Sang) là nhà tư sản mại bản thuộc thế hệ người lai Âu Á đầu tiền tại Hồng Kông, Trung Quốc. Ông là em trai của nhà tư sản Robert Hà Đông, một gia tộc tiếng tăm tại Hồng Kông, buôn bán với thương nhân nước ngoài, được xếp vào hàng ngũ những thương nhân Trung Quốc nổi danh. Đồng thời, ông Hà Khải Phúc cũng là ông nội của trùm sòng bạc Macao Hà Hồng Sân.

## Tiểu sử
Hà Khải Phúc là em trai thứ hai của Hà Đông (何東), cha là Hà Sĩ Văn (何仕文, Charles Henry Maurice Bosman, người Do Thái, gốc gác Rotterdam, Hà Lan (đã nhập quốc tịch Anh vào năm 1888); mẹ là bà Thi Đệ (施娣), người gốc Bảo An, Thâm Quyến, Trung Quốc.
Năm 1873, ông Hà Sĩ Văn nhận thấy việc buôn bán ở Hương Cảng đã  không còn dễ dàng nên quyết định sang London, Vương quốc Anh phát triển. Vì vậy hầu như mấy anh em được người mẹ một tay dốc sức nuôi nấng，mấy anh em họ Hà tự coi mình là người Trung Quốc, quê quán của mẹ là quê gốc. Năm 1879, hoàn thành khoá học tại trường trung tâm (中央書院), nay là Queen's College (皇仁書院), ngay sau đó được nhận chức trợ giảng tại đây.

## Sự nghiệp
Sau khi học xong, Hà Khải Phúc từng làm thư ký cho một hãng buôn vận chuyển của người Hoa ở Hải Phòng, Việt Nam và sau đó làm phiên dịch tại bộ phận của Tổng cục Đăng ký. Ông gia nhập một hãng luật tên là Denneys & Mossop vào năm 1882 với tư cách là thông dịch viên và làm việc tại đây trong ba năm.

Vào khoảng năm 1888, dưới sự giới thiệu của anh rể Hoàng Kim Phúc (黃金福), ông vào làm vị trí "mãi biện" (người đứng ra lo việc mua hàng) tại Cửu Long Thương (九龍倉), nay là Tập đoàn Wharf Holdings Ltd. Hồng Kông. Năm 1891, ông vào làm việc tại Di Hoà Dương Hàng (怡和洋行, tên gọi trước đây của Jardine Matheson) lúc này anh cả Hà Đông đang đảm nhiệm chức mãi biện của hãng buôn này. Năm 1900, ông Hà Đông nghỉ hưu, Hà Khải Phúc nắm giữ chức vụ mãi biện tại Jardine, trở thành Tổng quản lý người Hoa tại đây.
Ông cũng tham gia nhiều hơn vào các vấn đề xã hội. Năm 1891, ông được Hương phủ bổ nhiệm làm Thân sĩ Hòa bình. Năm 1913, trở thành nghị viên Cục định lệ. Đồng thời, ông cũng hỗ trợ mạnh mẽ cho từ thiện và giáo dục, đảm nhiệm chức vụ khắp nơi như tại Bệnh viện Đông Hoa (東華醫院), Cục Bảo Lương (保良局), Hội uỷ viên Cục Y tế Công lập Trung Quốc (華人公立醫局委員會), Hiệp hội Khổng giáo (孔教協會) và Đại học Hồng Kông v.v.
Năm 1926, ông được bổ nhiệm vào Hội đồng quản trị đã tư vấn cho chính phủ về việc phân phối Khoản vay Thương mại.
Ông cũng là thành viên của Ủy ban giám sát quận, thành viên của Ủy ban thường trực Nghĩa trang Trung Quốc, Ủy ban phòng khám công lập Trung Quốc, ủy ban cố vấn của bệnh viện Tung Wah và Po Leung Kuk, hai tổ chức từ thiện nổi tiếng nhất ở thuộc địa, giám đốc điều hành của tờ báo địa phương, Hongkong Telegraph. Ông cùng Lưu Chú Bá (Lau Chu-pak) đã thành lập Phòng Tổng Thương mại Trung Quốc năm 1900.

## Gia đình
Ông có tổng cộng 13 người con, gồm có bảy con trai và sáu con gái:
- Trưởng nam: Hà Thế Vinh (世榮)
- Trưởng nữ: Hà Bảo Tư (寶姿)
- Con trai thứ 2: Hà Thế Diệu (世耀)
- Con trai thứ 3: Hà Thế Quang (世光)
- Con trai thứ 4: Hà Thế Lượng (世亮)
- Con trai thứ 5: Hà Thế Toàn (世全)
- Con trai thứ 6: Hà Thế Trác (世焯)
- Con gái thứ 2: Hà Bảo Dung (寶蓉)
- Con trai thứ 7: Hà Thế Kỳ (世奇)
- Con gái thứ 3: Hà Bảo Liên (寶蓮)
- Con gái thứ 4: Hà Bảo Chi (寶芝)
- Con gái thứ 5: Hà Bảo Hiền (寶賢)
- Con gái thứ 6: Hà Lệ Quỳnh (麗瓊)

## Cuối đời
Năm 1926, ông Hà Khải Phúc biết rằng mình đang bị ung thư. Sáng ngày 29 tháng 8, ca phẫu thuật được thực hiện tại Khoa Y của Đại học Hồng Kông và qua đời vào buổi chiều. Trước khi mất, ông nhờ anh trai Hà Đông chăm sóc công việc gia đình.

## Hình ảnh

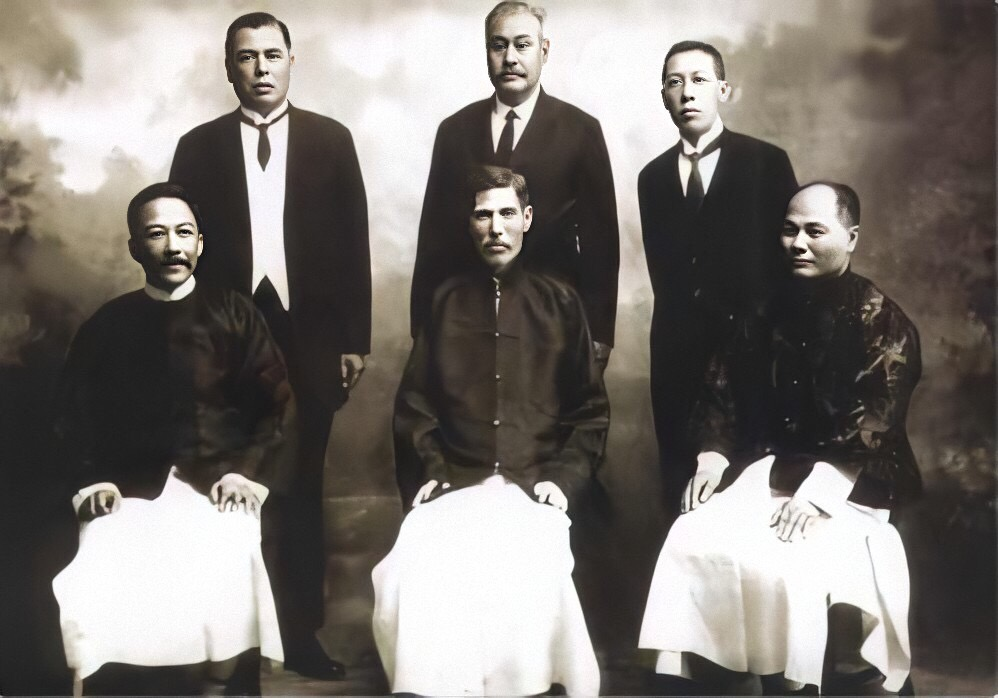
Hàng đầu từ trái qua: Lưu Chú Bá (劉鑄伯), Robert Hà Đông, Hà Cam Đường (何甘棠). Hàng sau từ trái qua: Hà Khải Phúc, Trần Khải Minh, La Trường Triệu (羅長肇)
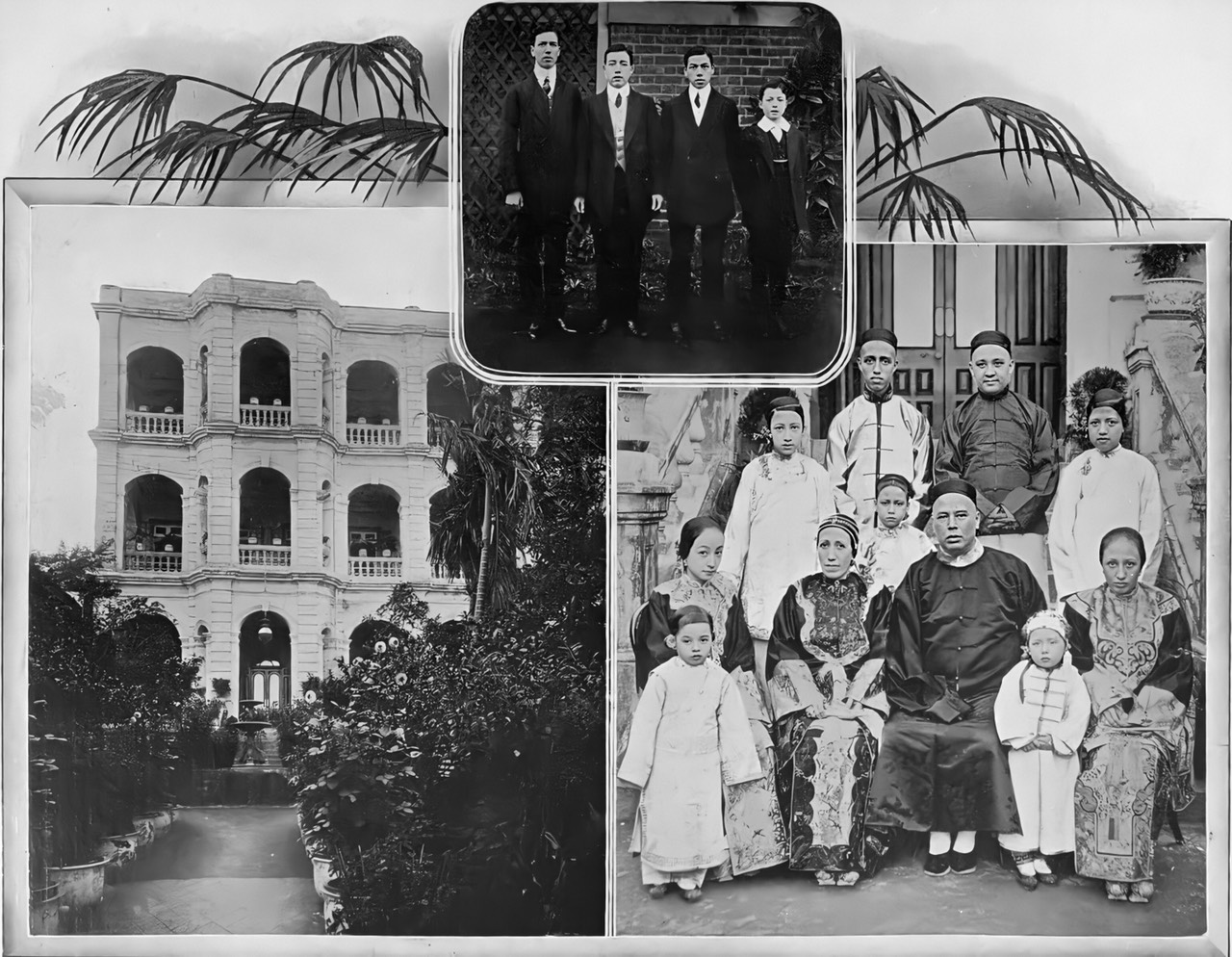
Gia đình ông Hà Khải Phúc
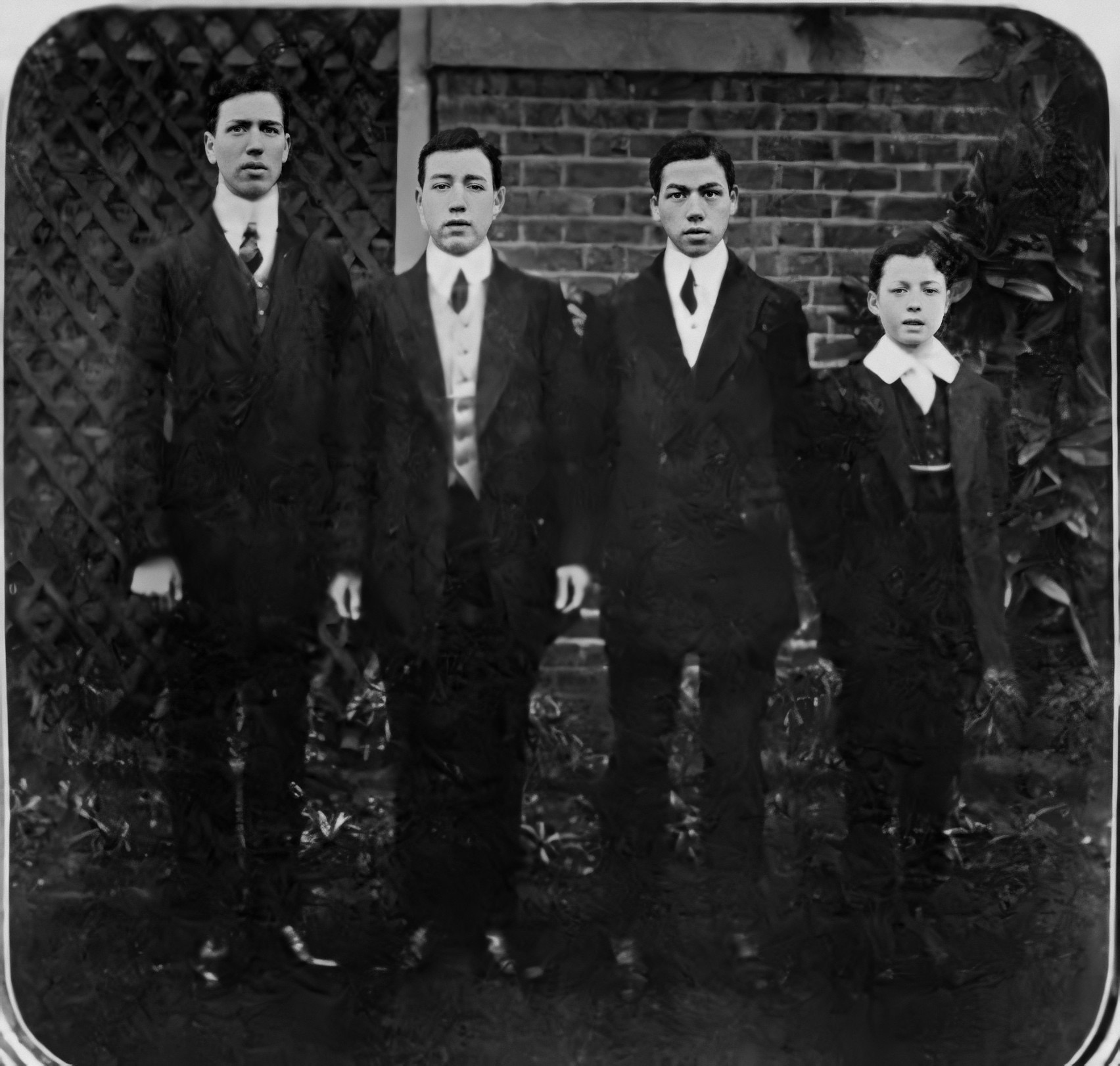
Một số người con trai của ông Hà Khải Phúc